# Pseudocalamobius leptissimus
Pseudocalamobius leptissimus là một loài bọ cánh cứng trong họ Cerambycidae.